# Corallimorpharia
Corallimorpharia vormen een orde in de onderklasse van Hexacorallia. Deze kleine groep koralen vormt geen hard uitwendig skelet. De tentakels die in ringen rondom de mond staan hebben vaak knotsvormige uiteinden.

## Taxonomie
- Corallimorphidae Hertwig, 1882
- Discosomidae Andres, 1883
- Ricordeidae Watzl, 1922
- Sideractiidae Danielssen, 1890

## Oude indeling
In oudere taxonomische indelingen worden de volgende families ook nog wel genoemd als behorende tot de Corallimorpharia.
- Actinodiscidae Carlgren, 1949
- Corynactinidae Andres, 1883
- Rhodactinidae Andres, 1883